# Принципатське графство
Принципатське графство (фр. Comté de Principato, італ. Contea di Aversa) — графство на півдні Італії, засноване на землях лангобардського Салернського князівства в XI столітті нормандськими завойовниками.

## Історія
Складене із земель, завойованих у лангобардського Салернського князівства близько 1050-х років нормандським лицарями Принципатське графство включало територію, розташовану на південний схід від сучасної Кампанії, що межувала з графствами Рота, Конца та Марсіко.
Еме розповідає, Вільгельму (Гільому) Отвільському відзначився при захопленні замку Сан-Нікандро (сьогодні Сан-Лікандро) на березі річки Танагро поблизу Еболі. Після захоплення Saint Nicharde (San Nicandro) та кількох інших фортець далі на південь, в районі Полікастро, Онфруа надав завойовані землі в лен своєму молодшому братові  († 1080), який прийняв титул графа Принципатського у 1056 році.
У 1058 році ільгельм Приницпатський одружився з Марією, дочкою лангобардського герцога Соррентського Гі, брата Гваймара IV Салернського. Він успадкував усі землі Гі в Салернському князівстві та воював з наступником Гваймара, Гізульфом II. Він наполегливо завойовував землі Салернського князівства, доки під владою лангобардського князя не залишилося нічого, крім самого міста Салерно. Завойовані у князівства (лат. Principat) землі Вільгельм приєднав до свого Принципатського графства.
Принципат став у 1059 році одним зі складових графств Апулійського герцогства, а пізніше — Сицилійського королівства. Нащадки Вільгельма Отвільського володіли графством до середини XII століття. У 1155—1156 роках його правнук, Вільгельм III Принципатський, брав участь у баронському повстанні проти короля Сицилії Вільгельма I та був позбавлений володінь графства в 1156 році, а потім ув'язнений у Палермо.
У 1233 році, за правління короля Сицилії Фрідріха Гогенштауфена, територія Принципату стала частиною юстиціарію.

## Список графів Принципатських
- 1056 : Вільгельм Отвільський, відомий як Вільгельм I Принципатський;
- 1080 Роберт Принципатський († 1099), син попереднього ;
- 1099 Вільгельм II Принципатський († 1128), син попереднього ;
- 1128 Ніколаус Принципатський († після 1141), син попереднього ;
- 11?? Вільгельм III Принципатський († 1161 або після 1161), брат попереднього ;
- 1156—1168 : скасування графства, яке входить до складу королівського домену ;
- 1168 : Анрі де Монтескальозо († після 1173) ;
- 117? Вільгельм IV з Принципату (цитується в 1195 році), син попереднього.

## Зовнішні посилання
- (en) Charles Cawley, « Southern Italy : Conti di Principato », sur Medieval Lands, Foundation for Medieval Genealogy, 2006-2016 (consulté le 29 octobre 2015)
- (італ.) Приницпатське графство (карта)

### Первинні
- Еме з Монте-Кассіно, Історія норманів

### Вторинні
- Ferdinand Chalandon, Histoire de la domination normande en Italie et en Sicile, A. Picard, Paris, 1907.
- Pietro Ebner, Chiesa, baroni e popolo nel Cilento, 2 voll., Ed. di Storia e Letteratura, Roma, 1982.
- Vincenzo Tortorella, Radici di Roccia, Lulu.com, 2015. ISBN 1326292978